# Sylvère Lotringer
Sylvère Lotringer, né le 15 octobre 1938 à Paris et mort le 8 novembre 2021 à Ensenada au Mexique, est un philosophe français, professeur à l'université Columbia de New York et professeur à la European Graduate School de Saas-Fee.

## Biographie
Sylvère Lotringer a fondé la revue et la maison d’édition Semiotext(e) (en).
La revue créée en 1973 diffuse aux États-Unis des théoriciens français tels que Gilles Deleuze, Jean Baudrillard, Paul Virilio, Félix Guattari ou encore Michel Foucault, dans la perspective de la post-modernité, revue qui est à l'origine du courant dit de la French Theory.
En 1970, Sylvère Lotringer a émigré aux États-Unis.
Sylvère Lotringer meurt le 8 novembre 2021 à 83 ans.

## Œuvres
En anglais :
- The Accident of Art, 2005 (avec Paul Virilio)
- French Theory in America, 2001 (avec Sande Cohen)
- Pure War, 1997 (avec Paul Virilio)

En français :
- À Satiété, 2006
- Oublier Artaud, 2005 (avec Jean Baudrillard)
- Fous d'Artaud, 2003

## Décorations
- Officier de l'ordre des Arts et des Lettres. Il est promu au grade d’officier par l’arrêté du 17 juillet 2015[5].